# Estação General Zaragoza
A Estação General Zaragoza é uma das estações do Metrorrey, situada em Monterrei, seguida da Estação Padre Mier. Administrada pela STC Metrorrey, é uma das estações terminais da Linha 2.
Foi inaugurada em 30 de novembro de 1994. Localiza-se no cruzamento da Avenidas Padre Mier com a Rua General Zaragoza, no coração da Macropraça. Atende o centro da cidade.